# Кафана код Мира
Кафана код Мира је једна од најстаријих кафана у Србији. Налази се у Богутовцу близу Краљева.

## Историјат
Кафану је основао угледни трговац Сима Матовић 1826. године. Изграђена је по узору на турске ханове. Године 1934. механа је добила дозволу тадашње Бановине да ради као крчма. Од 1948. године када је национализована па до 1968. године радила је у саставу Лечилишта Богутовачка Бања.Потом је затворена због слабог рада, а од 1970. године породични посао наставља Мирослав Матовић, по коме је и добила име.
И данас је незаобилазно место многих путника на путу Краљево - Копаоник. Занимљиво је да се сада преко пута кафане налази издвојено одељење осморазредне школе у Богутовцу, која је овде саграђена после НАТО бомбардовања 1999. године.